# جورج ديلون
جورج ديلون (بالإنجليزية: George Dillon)‏ هو شاعر أمريكي، ولد في 12 نوفمبر 1906 في جاكسونفيل في الولايات المتحدة، وتوفي في 9 مايو 1968.